# Trdnjava Nahal
Trdnjava Nahal (arabsko قَلْعَة نَخَل, latinizirano: Qalʿat Nakhal) je velika trdnjava v regiji Batina v Omanu. Ime je dobila po vilajetu Nahal. V trdnjavi je muzej, ki ga upravlja Ministrstvo za turizem in ima razstave zgodovinskega orožja, gosti pa tudi tedensko kozjo tržnico.

## Zgodovina
Trdnjava, znana tudi kot Husn Al Heem, je dobila ime po naselju Nahal. Tu so v preteklosti prebivali imami Vadi Bani Harous in rodbina Jarubah. Skozi stoletja je bila deležna številnih prenov in izboljšav. Rekonstruirali so ga omanski arhitekti v 17. stoletju. Sprva je bila zgrajena kot zaščitni ukrep za območno oazo in bližnje trgovske poti, ki potekajo skozi regionalno prestolnico Nizva. Vhodno poslopje in stolpi, ki jih zdaj vidimo, so bili prizidki, zgrajeni leta 1834, pripisani imamu Saidu bin Sultanu. Leta 1990 je bila popolnoma prenovljena.
Novembra 2003 je princ Charles, od septembra 2022 Karel III., kralj Združenega kraljestva med uradnim obiskom v Omanu obiskal obnovljeno utrdbo.

## Opis
Trdnjava stoji približno 120 kilometrov zahodno od Maskata, glavnega mesta Omana, na vhodu v vilajet Nahal v Vadi Ar Rakemu. Je na skalnati vzpetini ob vznožju Džebel Nahala, izbokline glavnega pogorja Zahodni Hadžar. Je tudi severovzhodno od Džebel Ahdarja, imenovanega tudi »zelena gora«. Trdnjava Nahal je obdana s sadovnjaki datljevih palm. Z obzidja se odpira pogled na regijo Batina. Starodavna vas Nahal je pod utrdbo, blizu pa so topli izviri Ain A'Tawara. Je ena od številnih trdnjav v regiji Batina, druge so še utrdbe Al Hazim, Al-Sifalah, Rustak in Šinas.
Zgrajena je v arhitekturnem slogu Omanskega sultanata in je edinstvena v tem, da je bila zgrajena tako, da se prilega okrog skale nepravilne oblike, z nekaterimi skalami, ki štrlijo v notranjost. V trdnjavi je muzej, ki ga upravlja Ministrstvo za turizem z razstavami zgodovinskega orožja. Tedenska petkova dražbena tržnica koz poteka v okolici utrdbe. Med nedavnimi prenovami je bila trdnjava opremljena s tradicionalnim pohištvom, obrtnimi izdelki in zgodovinskimi relikvijami. Stropi, vrata in okna so okrašeni s čudovitimi rezbarijami. Pogled s strehe je zelo impresiven in ponuja panoramski pogled na okoliško pokrajino.